# Llac Bangweulu

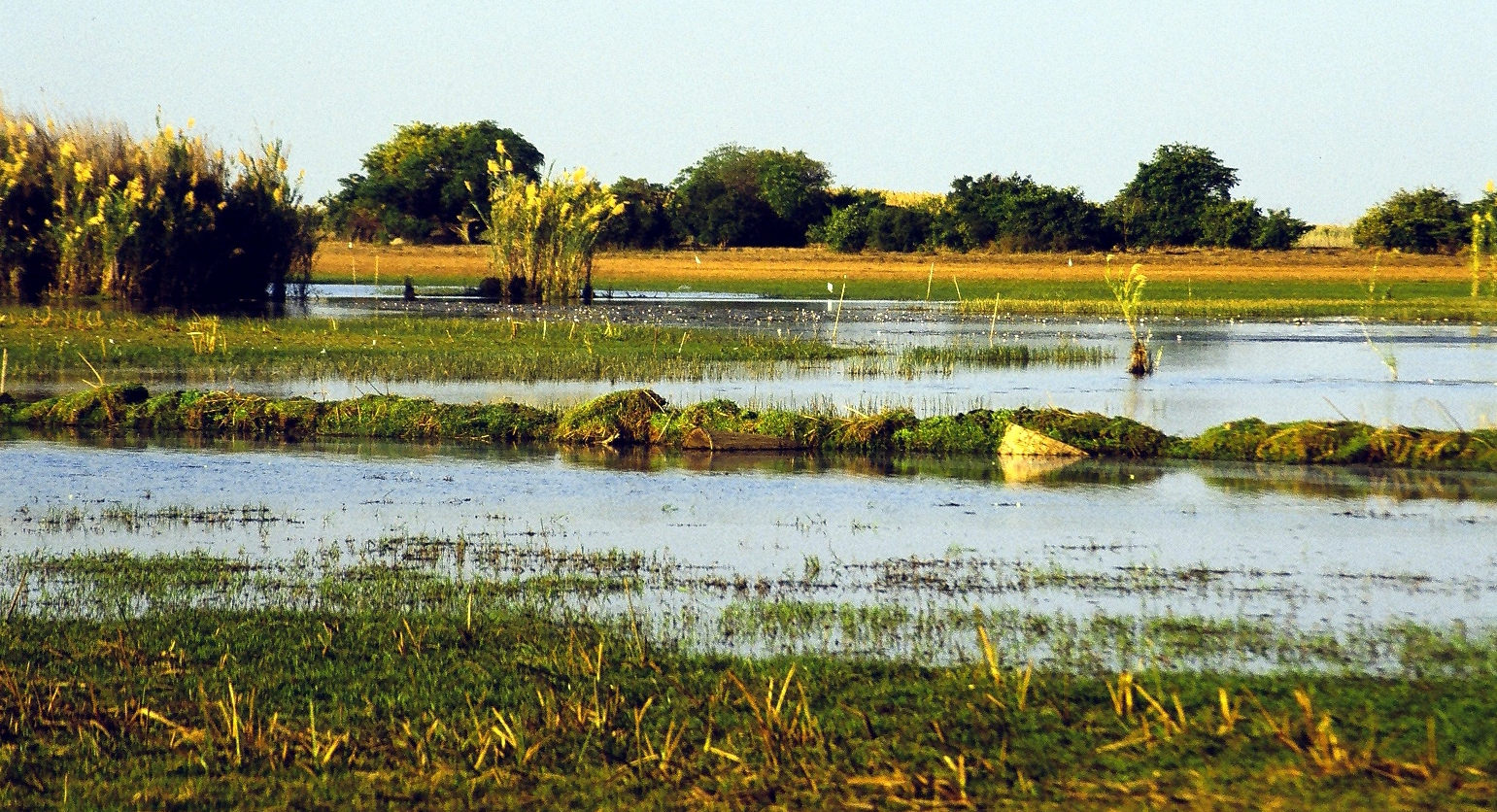
Llac Bangweulu amb les zones pantanoses en l'estació seca

El LlacBangweulu (en vermell) i el sistema del riu Congo

Bangweulu — 'on l'aigua troba el cel' — és un dels sistemes d'aiguamolls més gran del món, compren el Llac Bangweulu, els Pantans Bangweulu i les Planes Bangweulu  o plana d'inundació. Està a la part superior de la conca del riu Congo a Zàmbia, el sistema Bangweulu cobreix gairebé una extensa zona completament plana a una altitud de 1.400 m a les províncies de Zàmbia de Luapula i la Província del Nord. És crucial per l'economia i la vida silvestre de Zàmbia.
Amb una llargada de 75 km i una amplada de fins a 40 km, el Llac Bangweulu té una superfície permanent d'aigua d'uns 3.000 km², la qual s'expandeix amb les inundacions estacionals al final de l'estació humida al maig. La superfície combinada del llac i els aiguamolls arriba a ser de 15,000 km². El llac té una fondària mitjana de només 4 metres
El sistema Bangweulu s'alimenta de 17 rius dels quals el riu Chambeshi (la font del riu Congo) és el més gran i és drenat per riu Luapula.
Hi ha nombroses badies, petits llacs i llacunes al voltant del llac Bangweulu, connectades per aigües obertes, canals estrets o zones pantanoses. El més gran és el Llac Kampolombo (9), 30 km per 5 km, al sud del Llac Walilupe i està connectat per un canal de 7 km. La península Kapata de 32 km de llargada es troba entre el Llac Kampolombo i els pantans; a la seva punta hi ha el Llac Kangwena de 15 km de llargada (11).

## Les zones pantanoses Bangweulu
Les Zones pantanoses Bangweulu, són més extenses que el llac. La part principal cobreix una zona d'aproximadament 120 km per 75 km i de normalment no menys de 9.000 km².
Les zones pantanoses fan de control de les inundacions anuals deixant anar l'aigua lentament.
Aquest llac s'assumeix que va ser el primer hàbitat de l'animal llegendari Emela-ntouka que semblava un Monoclonius.

### Plans d'inundació
Grans plans herboses d'inundació ocupen una superfície d'uns 3.000 km² i es troben principalment al sud de les zones pantanoses. Les planes del sud són famoses pels grans ramats del gairebé endèmic black lechwe.

## Exploració europea
Es coneixia, per part dels europeus, aquest llac per les informacions del caps com Kazembe i dels comerciants Swahili, i de vegades se'n va dir Llac Bemba pel nom de la tribu dominant. El 1868 l'explorador i missioner David Livingstone va ser el primer europeu a veure el llac a la secció del Llac Chifunabuli. Va ser portat en canoa fins a l'illa Mbabala. Morí el 1873 a uns 100 km del mateix llac.
Va ser el desig de comptar amb les riques pesqueries del Bangweulu i les peces de caça major dels plans d'inundació les que motivaren al rei Leopold II de Bèlgica a insistir en les negociacions frontereres entre el seu Estat Lliure del Congo i l'Imperi Britànic de Rhodèsia del Nord, per a un corredor de terra que arribés a Bangweulu des de Katanga. Això va donar el resultat de la forma del pedicle del Congo (34)però que no va penetrar prou en la zona desitjada per Leopold II.
La primera missió cristiana a Bangweulu es va fundar a principi dels anys 1900 sota l'autoritat del Bisbe Joseph Dupont dels Pares Blancs catòlics que tenien la base al nord de Kasama, Zàmbia.

## Assentaments humans
La zona del llac està habitada per l'ètnia Bemba i tribus afiliades que també parlen el llenguatge Bemba.

### Pesca

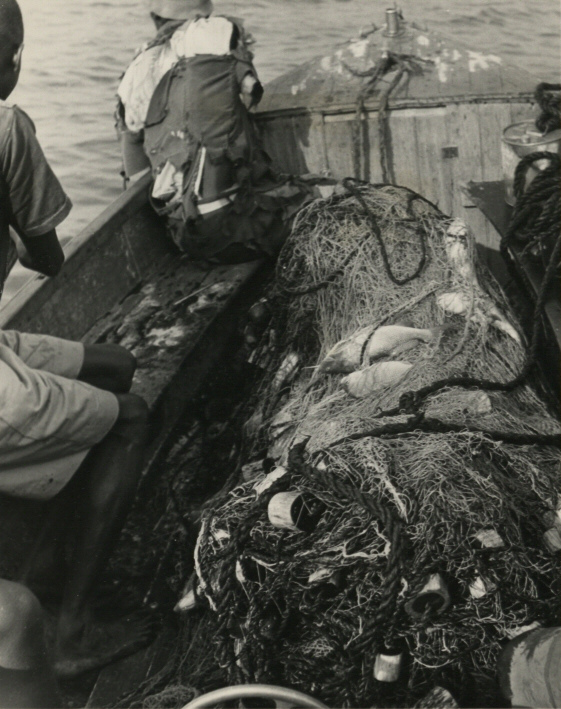
Peixos pescats a Bangweulu (de Africa Through a Lens)

El llac té una gran indústria pesquera de forma estacional. L'any 1989 es va estimar que les captures de l'any van ser d'11.900 tones capturades per 10.300 persones usant canoes, 114 bots de fibra de vidre i només 54 motors forabord. L'any 2000 les captures van ser de 13.500 tones.

### Poblacions
La ciutat principal de la zona és Samfya el districte de la qual ocupa ¾ parts del llac i zones pantanoses. Chilubit cobreix la major part de la resta. Nsombo és la ciutat principal de la part nord del llac.

### Illes
Hi ha nombroses illes deshabitades al sistema Bangweulu, la més gran és l'illa Chilubi que es troba en part en el llac i en part en les zones pantanoses.